# 坂本光司
坂本 光司（さかもと こうじ、1947年1月5日 - ）は、日本の経営学者（地域経済論・地域企業論）。元法政大学大学院政策創造研究科教授、特定非営利活動法人SOHO・アット・しずおか理事長、人を大切にする経営学会会長、アチーブメント株式会社顧問。
特定非営利活動法人オールしずおかベストコミュニティ理事長、特定非営利活動法人ストリートデザイン研究機構理事長、社会起業大学顧問などを歴任した。

## 来歴

### 生い立ち
1947年、静岡県志太郡（のちの大井川町。現在の焼津市）にて生まれた。
静岡県立榛原高等学校を経て、法政大学経営学部を卒業した。

### 学究活動

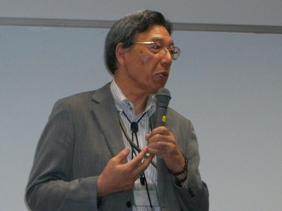
2013年8月2日、中小企業大学校東京校にて

法政大学経営学部講師、静岡県立大学経営情報学部講師、浜松大学経営情報学部教授・大学院経営学研究科教授、福井県立大学地域経済研究所教授、静岡文化芸術大学文化政策学部教授・大学院文化政策研究科教授、法政大学大学院イノベーションマネジメント研究科客員教授、静岡県立大学経営情報学部客員教授、法政大学大学院政策創造研究科教授などを歴任した。
法政大学大学院に設置された政策創造研究科の政策創造専攻にて教授を務めた。また、法政大学大学院では、イノベーション・マネジメント研究科のイノベーション・マネジメント専攻の教授も兼任した。さらに、新設された法政大学静岡キャンパスでは、キャンパス長も務めていた。

### 公的活動
通商産業省では経営に関する審議会等の議論に参加しており、中小企業近代化審議会、大規模小売店舗審議会、産炭地域振興審議会の各委員を歴任した。また、日本学術振興会では特別研究員等審査会の専門委員を務めた。現在は、中小企業庁に設置された経営革新制度評価委員会にて委員長を務めた。

## 研究

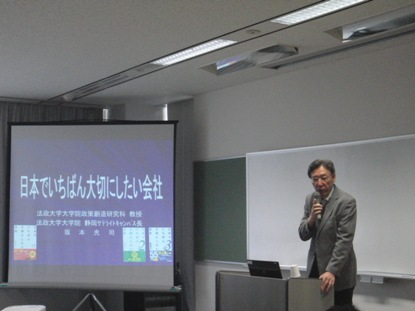
2013年8月2日、中小企業大学校東京校にて

専門分野は経営学であり、地域経済論や中小企業論などの研究を中心としている。全国6000社以上の企業を訪問し調査・分析を実施するなど、フィールドワークやケーススタディーを重視した研究を行っている。中小企業やベンチャーに関する一般読者向け著書も多い。
研究のみならず起業家の育成にも努めており、シンクタンク・ソフィアバンク副理事長の藤沢久美らとともに、Small Office/Home Officeの振興・支援を行うNPO「SOHO・アット・しずおか」を起ち上げ、坂本が理事長を務めている。また、社会福祉法人「草笛の会」の草笛共同作業所施設長や社会福祉法人「覆育会」のすぎのこ作業所施設長らとともに障碍者の雇用を推進するNPO「オールしずおかベストコミュニティ」を新たに起ち上げ、こちらも坂本が理事長に就任した。

### その他
「人を大切にする経営学会」を立ち上げ、清成忠男・西水美恵子・塚越寛・藤沢久美とともに代表発起人として名をつらねた。

## 略歴
- 1947年 誕生
- 1966年 静岡県立榛原高等学校卒業
- 1970年 法政大学経営学部卒業
- 1992年 浜松大学経営情報学部教授

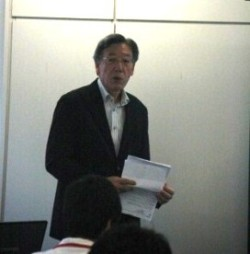
2014年8月27日、日本立地センターにて

- 1992年 浜松大学大学院経営学研究科教授
- 2002年 福井県立大学地域経済研究所教授
- 2004年 静岡文化芸術大学文化政策学部教授
- 2004年 静岡文化芸術大学大学院文化政策研究科教授
- 2004年 福井県立大学地域経済研究所招聘教授
- 2005年 法政大学大学院イノベーションマネジメント研究科客員教授
- 2007年 静岡県立大学経営情報学部客員教授
- 2008年 法政大学大学院政策創造研究科教授
- 2010年 オールしずおかベストコミュニティ理事長
- 2010年 ストリートデザイン研究機構理事長

## 賞歴
- 中小企業研究奨励賞本賞受賞。

## 著作

### 単著
- 坂本光司著『円高、国際化と地域産業』静岡新聞社、1987年。ISBN 4-7838-1313-2
- 坂本光司著『ゼミナール地域経済論――地域経済分析と地域活性化戦略』静岡新聞社、1991年。ISBN 4-7838-1335-3
- 坂本光司著『図説地域経済論――地域経済と地域の再生』静岡新聞社、1993年。ISBN 4-7838-1346-9
- 坂本光司著『超円高と静岡県の産業・経済――21世紀の静岡県を創る70の視点』黒船出版、1995年。ISBN 4-87618-016-4
- 坂本光司著『ゼミナール中小企業経営論――課題・目標・実践』同友館、1995年。ISBN 4-496-02310-5
- 坂本光司著『地域づくりの経済学――魅力的就業・生活空間形成の視点』ぎょうせい、1996年。ISBN 4-324-04794-4
- 坂本光司著『新・ゼミナール中小企業経営論――課題・目標・実践』同友館、1998年。ISBN 4-496-02728-3
- 坂本光司著『この会社はなぜ快進撃が続くのか――10年以上高い成長を実現している22社の特徴』かんき出版、2004年。ISBN 4-7612-6213-3
- 坂本光司著『大切な人に伝えたい私の心に響いたサービス――リピーターを呼ぶ感動サービス〈2〉』同友館、2007年。ISBN 978-4-496-04335-2
- 坂本光司著『選ばれる大企業、捨てられる大企業――中小企業とのwin winの関係を構築せよ』同友館、2007年。ISBN 978-4-496-04301-7
- 坂本光司著『日本でいちばん大切にしたい会社』あさ出版、2008年。ISBN 978-4-86063-248-9
- 坂本光司著『なぜこの会社はモチベーションが高いのか』商業界、2009年。ISBN 978-4-7855-0358-1
- 坂本光司著『日本でいちばん大切にしたい会社2』あさ出版、2010年。ISBN 978-4-86063-373-8
- 坂本光司著『ちっちゃいけど、世界一誇りにしたい会社』ダイヤモンド社、2010年。ISBN 978-4-478-00955-0
- 坂本光司著『経営者の手帳 働く・生きるモノサシを変える100の言葉』あさ出版、2010年。ISBN 978-4-86063-430-8
- 坂本光司著『日本でいちばん大切にしたい会社3』あさ出版、2011年。ISBN 978-4-86063-487-2
- 坂本光司著『強く生きたいと願う君へ』WAVE出版、2012年。ISBN 978-4-87290-536-6

### 共著
- 坂本光司ほか著『異業種ネットワーク戦略』日刊工業新聞社、1986年。ISBN 4-526-02110-5
- 石野正治・坂本光司共著『しずおか経済千夜一夜』黒船出版、1991年。
- 坂本光司・南保勝著『超優良企業の経営戦略――快進撃企業はここが違う』同友館、2003年。ISBN 4-496-03616-9
- 坂本光司・南保勝・杉山友城著『データでみる地域経済入門――地域分析の経済学』ミネルヴァ書房、2003年。ISBN 4-623-03874-2
- 坂本光司・坂本研究室共著『“弱者”にやさしい会社の話 大事なことを教えてくれる14の企業の思いと経営』近代セールス社、2010年。ISBN 4-7650-1082-1
- 坂本光司・渡邉幸義著『会社は家族、社長は親』PHP研究所、2011年。ISBN 4-569-79943-4
- 坂本光司・幸福度指数研究会共著『日本でいちばん幸せな県民』PHP研究所、2011年。ISBN 4-569-80055-6
- 坂本光司・こせきこうじ著『世界に大自慢したい日本の会社 1 (ヤングジャンプ愛蔵版)』集英社、2012年。ISBN 4-08-782445-4
- 坂本光司・価値研共著『21世紀をつくる 人を幸せにする会社』ディスカヴァー・トゥエンティワン、2012年。ISBN 4-7993-1172-7
- 坂本光司・坂本光司研究室共著『小さくてもいちばんの会社 日本人のモノサシを変える64社』講談社、2012年。ISBN 4-06-217708-0

### 編著（単独）
- 坂本光司編・著『静岡県74市町村の経済成長力』静岡新聞社、1994年。ISBN 4-7838-1351-5
- 坂本光司編・著『静岡県74市町村経済データブック――218のデータからみた74市町村の経済力・経済成長』黒船出版、1997年。ISBN 4-87618-021-0
- 坂本光司編著『ベンチャー創業学――浜松地域には、なぜ世界的企業が多いのか?』同友館、2000年。ISBN 4-496-03048-9
- 坂本光司編著『実例・チョットいい気分になる接客と顧客対応――リピーターを呼ぶ感動サービス』同友館、2002年。ISBN 4-496-03386-0
- 坂本光司編著『未来市場完全攻略ガイド――高齢社会で売れる商品・売れない商品』ルーパス出版、2006年。ISBN 4-9902858-0-8

### 編著（共同）
- 坂本光司編著・坂本研究室著『静岡県の誇る日本一企業――スモール・ジャイアンツ110社に学ぶ創造経営の極意』産図テクスト、1996年。ISBN 4-7828-9026-5
- 坂本光司&坂本研究室編著『静岡でがんばる小売店110――日本経済の縮図県』同友館、1998年。ISBN 4-496-02636-8
- 坂本光司・伊吹六嗣編著『強い企業の経営学――18のキーワードで読む「優良企業」の経営法則』同友館、1999年。ISBN 4-496-02849-2
- 坂本光司&坂本研究室編著『静岡県の知的サービス産業80選』同友館、1999年。ISBN 4-496-02884-0
- 坂本光司&坂本研究室編著『静岡県の超優良企業――快進撃企業には法則がある』静岡新聞社、2001年。ISBN 4-7838-1388-4
- 伊吹六嗣・坂本光司編著『現代企業の成長戦略――ニッチ・トップシェア企業への挑戦』同友館、2001年。ISBN 4-496-03256-2
- 坂本光司・南保勝編著『地域産業発達史――歴史に学ぶ新産業起こし』同友館、2005年。ISBN 4-496-03916-8
- 坂本光司・西浦道明編著『キーワードで読む経営学――経営者・起業家のための経営理論と実務』同友館、2007年。ISBN 978-4-496-04268-3
- 坂本光司研究室・アタックスグループ編著『消費の県民性を探る―47都道府県で売れる商品・売れない商品』同友館、2007年。ISBN 978-4-496-04325-3
- 坂本光司・山田伸顯編著『中国義烏ビジネス事情――百均商品のふるさと』同友館、2008年。ISBN 978-4-496-04387-1
- 坂本光司研究室・商店街問題等研究会編著『ケーススタディ この商店街に学べ!―全国30商店街の活性化策』同友館、2009年。ISBN 978-4-496-04523-3

### 寄稿
- 坂本光司稿「社員に優しい『素晴らしい企業』」『週刊朝日』113巻47号、朝日新聞出版、2008年9月26日。